# Regering-Michel I
De regering-Michel I (11 oktober 2014 - 9 december 2018) was de Belgische federale regering die na de federale verkiezingen van 25 mei 2014 gevormd is en op 11 oktober 2014 beëdigd werd. De regering was een nooit eerder vertoonde coalitie van liberalen, christendemocraten en Vlaams-nationalisten. Het was bovendien de eerste federale regering zonder deelname van de Franstalige socialisten in ruim 25 jaar.
De MR was als enige Franstalige partij lid van de regering, met daartegenover aan Vlaamse zijde de N-VA, CD&V en Open Vld. Dezelfde Vlaamse partijen vormden enkele weken voordien samen ook de Vlaamse regering-Bourgeois. Aangezien de grondwet voorziet in taalpariteit, waarbij Franstaligen en Vlamingen elk op de helft van de ministerposten kunnen rekenen, krijgt de MR de helft van de ministerposten.
MR-politicus Charles Michel volgde PS'er Elio Di Rupo op als eerste minister.
In de media werd deze samenstelling ook de Zweedse coalitie genoemd. Dit verwijst naar de Zweedse vlag, waarbij de blauwe achtergrond staat voor de liberalen van MR en Open Vld, het geel voor de Vlaams-nationalisten van N-VA en het kruis voor de christendemocraten van CD&V. Ook de term kamikazeregering werd soms gebruikt. Men refereerde daarbij aan de deelname van de MR, die als enige Franstalige partij deel uitmaakt van de coalitie, terwijl ze bij de verkiezingen slechts 25% van de Franstalige kiezers kon overtuigen. Critici beschouwden hun deelname als politieke zelfmoord.
Deze regering volgde de regering-Di Rupo op, en werd zelf op zondag 9 december 2018 opgevolgd door de regering-Michel II, nadat de N-VA de regering verlaten had naar aanleiding van meningsverschillen rond de stemming over het VN-Migratiepact.
Bij de federale verkiezingen van 26 mei 2019 verloren de regeringspartijen samen 22 zetels. N-VA verloor acht zetels, CD&V en MR verloren elk zes zetels en Open Vld verloor er twee. Hierdoor werd een heruitgave van deze zogenaamde Zweedse coalitie in de volgende 55e legislatuur onmogelijk.

## Formatie
Al van voor de verkiezingen was duidelijk dat de N-VA in zee wilde gaan met de liberalen, Vlaamse christendemocraten en Franstalige humanisten. Nadat dit ook mogelijk werd na de verkiezingen, werden de onderhandelingen tussen deze partijen opgestart, zowel op Vlaams niveau (N-VA, CD&V en Open Vld) als op federaal niveau (dezelfde partners en de Franstalige partijen MR en cdH). De Franstalige humanistische partij cdH haakte na enige tijd echter af. De overige partijen onderhandelden daarna zonder het cdH verder, waardoor de MR als enige Franstalige partij in de onderhandelingen bleef. De MR mocht uiteindelijk de premier leveren, nadat CD&V haar kandidaat, Kris Peeters, terugtrok om een Europees Commissaris, Marianne Thyssen, te kunnen leveren.
Op 7 oktober 2014 raakte rond 19 uur bekend dat MR, N-VA, CD&V en Open Vld na een marathonvergadering van meer dan 28 uur, een finaal regeerakkoord hadden bereikt. De volgende dag, op 8 oktober 2014 zaten de partijvoorzitters De Wever (N-VA), Michel (MR), Beke (CD&V) en Rutten (Open Vld) opnieuw in marathonvergadering samen voor een derde en laatste lezing van het regeerakkoord. De bedoeling was om ook de ministerportefeuilles te verdelen, maar hierover bereikten ze geen akkoord.
De partijcongressen van alle partijen werden georganiseerd op 9 oktober 2014. Uiteindelijk keurde MR de regeringsdeelname als eerste unaniem goed, gevolgd door Open Vld, CD&V en N-VA. Bij alle partijen, uitgezonderd Open Vld, was er een zekere twijfel of de meerderheid voor zou stemmen:
- bij MR omdat het de enige deelnemende partij is aan Franstalige kant;
- bij CD&V omdat de relatie met de sociale partners onder grote druk stond;
- bij N-VA omdat er een tweederdemeerderheid nodig is van de leden voor een federale regeringsdeelname en omdat er geen communautaire eisen in het akkoord staan.

Alle partijcongressen gaven uiteindelijk met overtuiging hun fiat voor een regeringsdeelname. Bij CD&V waren er een aantal onthoudingen en 12 op 700 tegenstemmen. Op de plaatsen waar het congres van CD&V en MR doorging, protesteerde de christelijke vakbond tegen de plannen van de nieuwe regering.
De uiteindelijke eedaflegging bij de koning gebeurde op 11 oktober 2014, waardoor de totale formatie in theorie 139 dagen duurde.
Na een lang debat over de regeringsverklaring kreeg op 16 oktober 2014 de regering het vertrouwen van het parlement met 84 stemmen voor, 58 tegen en 1 onthouding (van Aldo Carcaci van de Parti Populaire).

## Verloop van de regeerperiode

### Regeerakkoord
Bij de voorstelling van het regeerakkoord verklaarde de centrumrechtse regering dat ze de focus wil leggen op sociaal-economisch herstel om de sociale welvaart veilig te stellen. Ze wil de concurrentiepositie van de Belgische bedrijven verbeteren, nieuwe banen scheppen, de loonkostenhandicap wegwerken en de koopkracht van de burgers en de pensioenen veilig stellen. Om dat te bereiken kondigde de regering zware besparingen aan op het overheidsapparaat en een belastingverschuiving of taxshift. Er kwam ook een indexsprong.
Ondanks de regeringsdeelname van de Vlaams-nationalistische N-VA werden de communautaire dossiers voor vijf jaar in de koelkast gestopt om voorrang te geven aan sociaal-economische maatregelen.

### Protest
Al snel na het aantreden van de regering ontstond er protest tegen de besparingsmaatregelen. Er kwamen onder meer een nationale betoging, provinciale stakingen en een nationale staking. In de media werd hiernaar verwezen met de term "hete herfst".
Op 6 november 2014 trokken meer dan honderdduizend betogers door de straten van Brussel in een betoging die gevolgd werd door zware rellen.

### Begrotingscrisis 2016
In oktober 2016 belandde de regering in een crisis toen de besprekingen over de begroting en enkele grote hervormingen vastliepen. CD&V had een meerwaardebelasting op aandelen op tafel gelegd en wilde die gelijktijdig uitgevoerd zien worden met de verlaging van de vennootschapsbelasting, waar N-VA op inzette. Toen de nachtelijke onderhandelingen op niets uitdraaiden werd de beleidsverklaring van premier Michel, die hij op dinsdag 11 oktober 2016 in de Kamer van volksvertegenwoordigers had moeten geven, uitgesteld. Op vrijdag 14 oktober 2016 werd beslist om beide dossiers verder te laten bekijken door een werkgroep, waardoor de begroting toch tijdig bij Europa kon worden ingediend en de premier op zondag 16 oktober zijn beleidsverklaring kon voorlezen.

### Affaire-Soedan
N-VA-staatssecretaris voor Asiel en Migratie Theo Francken kwam in december 2017 in opspraak toen bekend werd dat enkele uitgewezen Soedanezen bij terugkeer in hun land zouden zijn gemarteld. Francken zou op voorhand op de hoogte geweest zijn van dit risico op vervolging via een nota van het Commissariaat voor de Vluchtelingen en Staatlozen. Francken (en op diens aangeven ook premier Michel in de Kamer) verklaarde bovendien dat er tot eind januari geen vluchten naar Soedan meer gepland waren, wat later niet bleek te kloppen. Toen werd aangestuurd op het ontslag van Francken liet N-VA-voorzitter Bart De Wever weten dat zijn partij zich in dat geval terug zou trekken uit de regering. Premier Michel verklaarde later dat Francken niet gelogen had maar ook niet de volledige waarheid had verteld en liet de zaak verder onderzoeken. Uiteindelijk bleek na onafhankelijk onderzoek door het CGVS geen duidelijk bewijs te zijn van folteringen, waarna Francken de repatriëring herbegon met steun van de regering

### F-16-dossier
In maart 2018 ontstond commotie over de vervanging van de F16-gevechtsvliegtuigen, waarvoor in 2017 een aanbestedingsprocedure werd opgestart. De oorzaak van de commotie was een uitgelekt rapport van vliegtuigfabrikant Lockheed Martin waaruit bleek dat de levensuur van de F-16's verlengd zou kunnen worden. Die informatie werd door figuren binnen het leger achtergehouden om de vervanging van de F-16's niet in het gedrang te laten komen. Ook N-VA-minister van Defensie Steven Vandeput kwam onder vuur te liggen. Op 25 oktober werd beslist om de F16 te vervangen door de F-35 Lightning II van producent Lockheed Martin. In totaal zullen er 34 toestellen aangekocht worden voor een totaal bedrag van 3 miljard euro. De eerste leveringen worden gepland om in 2023 plaats te vinden.

### VN-Migratiepact
Eind 2018 kwam er commotie rond het al dan niet goedkeuren van het Global Compact for Migration, veelal het "VN-Migratiepact" genoemd. Met name N-VA geraakte geïsoleerd van de andere regeringspartijen hieromtrent. Het bewuste pact schrijft een aantal aanbevelingen voor over migratie, maar de tekst is juridisch niet bindend. België ging er bij monde van premier Michel mee akkoord om het pact te ondertekenen en bevestigde dit ook op de Algemene Vergadering van de Verenigde Naties op 27 september 2018. Hij beloofde er het pact te bekrachtigen in Marrakesh op 10 december, gevolgd door de formele handtekening in New York op 19 december. N-VA ging aanvankelijk akkoord met deze piste, maar volgens analisten deden een aantal gebeurtenissen de N-VA van gedacht veranderen. Op 14 oktober ging Vlaams Belang, bekend om zijn strenge migratie-eisen, er bij de gemeenteraadsverkiezingen weer op vooruit, vooral ten nadele van N-VA. De Oostenrijkse regering-Kurz verklaarde op 31 oktober 2018 dat ze het pact niet langer zou ondersteunen. Ook Nederland maakte enig voorbehoud.
Op 14 november verklaarde staatssecretaris voor Asiel en Migratie Theo Francken dat zijn partij de tekst niet zou ondertekenen, tot ongenoegen van de coalitiepartners, die spraken over een gebroken woord, omdat de partij eerder wel meewerkte aan het pact. Anderzijds benadrukte N-VA dat als een partij niet akkoord gaat met een voorstel binnen de regering, dat dit er dan normaal nooit door komt. N-VA stipte diverse problemen aan die de partij heeft met het pact en betwijfelde of het pact juridisch toch niet de facto gevolgen kon hebben omdat het wel als argument kan meegenomen worden, ondanks het niet-bindende karakter. Het voorstel om een aanvullende verklaring op te stellen, zoals sommige andere landen doen en waarin wordt genoteerd hoe de tekst door België wordt geïnterpreteerd, werd door de partij afgewezen. Michel hield voet bij stuk en besloot toch naar Marrakesh te gaan, maar N-VA maakte hiertegen bezwaar, waardoor Michel er niet meer in naam van de hele regering kon optreden.
Op 4 december lanceerde de N-VA in deze crisis een gecontesteerde campagne op social media over het pact, die door oppositie en coalitiepartners sterk bekritiseerd werd om zijn stijl en om de onwaarheden die erin verteld werden. De campagne werd enkele uren later al offline gehaald en N-VA distantieerde zich er uiteindelijk zelf van. Vlaams Belang-politicus Filip Dewinter loofde de campagne echter, riep zichzelf uit tot politieke vader ervan en nam hem over. Dezelfde dag vroeg Michel het parlement om zijn mandaat te bekrachtigen (hoewel het parlement hierin geen beslissingsbevoegdheid heeft), wat hij dankzij een wisselmeerderheid kreeg. N-VA had aanvankelijk verklaard dat dat het einde van de regering zou betekenen, maar ze hield toch nog de boot af na de bewuste stemming. Ook bleek minister van Buitenlandse Zaken Didier Reynders de Belgische VN-vertegenwoordiger al opdracht te hebben gegeven om te tekenen, wat niet zomaar ongedaan gemaakt kan worden. Na de steun van het parlement verklaarde Michel "ten persoonlijken titel" naar Marrakesh te gaan. Wat hij er zou gaan doen, was onduidelijk.
Op 8 december 2018 zei N-VA-partijvoorzitter Bart De Wever dat "als Michel naar Marrakech gaat, hij de N-VA de facto uit de regering ontslaat". Daarop herhaalde premier Michel in een persconferentie naar Marrakech te gaan en nam hij "akte dat de N-VA de regering beslist te verlaten". De N-VA-ministers werden daags nadien vervangen door de twee staatssecretarissen van de andere partijen, waarmee de regering-Michel I ophield te bestaan en vervelde tot de (minderheids)regering-Michel II.
Op 10 december heeft Michel tekst en uitleg gegeven op de conferentie in Marrakech en verklaarde dat "België aan de juiste kant van de geschiedenis zal staan". Hij veroordeelde aldus de N-VA zonder namen te noemen met een opmerking dat rond het pact leugens en onwaarheden zijn verkocht, zonder details te verschaffen.

## Samenstelling
De Belgische regering bestond tot 9 december 2018 uit 14 ministers (13 + 1 eerste minister) en 4 staatssecretarissen. Het kernkabinet telde 4 vicepremiers: elke coalitiepartner had één afgevaardigde. MR had 7 ministers (inclusief de premier), N-VA 3 ministers en 2 staatssecretarissen, CD&V 2 ministers en 1 staatssecretaris en Open Vld ook 2 ministers en 1 staatssecretaris.
| Ambtsbekleder                  | Ambtsbekleder                 | Ambtsbekleder                  | Functie en bevoegdheid | Termijn                             | Partij      |
| Kernkabinet                    | Kernkabinet                   | Kernkabinet                    | Kernkabinet | Kernkabinet                         | Kernkabinet |
| ------------------------------ | ----------------------------- | ------------------------------ | --- | ----------------------------------- | ----------- |
|                                |                               | Charles Michel (1975)          | Premier | 11 oktober 2014 - 9 december 2018   | MR          |
|                                |                               | Kris Peeters (1962)            | Vicepremier Werk, economie en consumenten, belast met Buitenlandse handel                                                                   | 11 oktober 2014 - 9 december 2018   | CD&V        |
|                                |                               | Jan Jambon (1960)              | Vicepremier Veiligheid en Binnenlandse Zaken, belast met de Regie der gebouwen                                                              | 11 oktober 2014 - 9 december 2018   | N-VA        |
| belast met Grootstedenbeleid   | 11 oktober 2014 - 21 mei 2015 | Jan Jambon (1960)              | |                                     | N-VA        |
|                                |                               | Alexander De Croo (1975)       | Vicepremier Ontwikkelingssamenwerking, Digitale Agenda, Telecommunicatie en Post                                                            | 11 oktober 2014 - 9 december 2018   | Open Vld    |
|                                |                               | Didier Reynders (1958)         | Vicepremier Buitenlandse zaken en Europese zaken, belast met Beliris en de Federale Culturele Instellingen                                  | 11 oktober 2014 - 9 december 2018   | MR          |
| Ministers                      |                               |                                | |                                     |             |
|                                |                               | Hervé Jamar (1965)             | Begroting, belast met de Nationale Loterij                                                                                                  | 11 oktober 2014 - 22 september 2015 | MR          |
|                                |                               | Steven Vandeput (1967)         | Defensie, belast met Ambtenarenzaken | 11 oktober 2014 - 12 november 2018  | N-VA        |
|                                |                               | Marie-Christine Marghem (1963) | Energie, Leefmilieu en Duurzame Ontwikkeling                                                                                                | 11 oktober 2014 - 9 december 2018   | MR          |
|                                |                               | Johan Van Overtveldt (1955)    | Financiën | 11 oktober 2014 - 9 december 2018   | N-VA        |
| Bestrijding van fiscale fraude | 21 mei 2015 - 9 december 2018 | Johan Van Overtveldt (1955)    | |                                     | N-VA        |
|                                |                               | Koen Geens (1958)              | Justitie | 11 oktober 2014 - 9 december 2018   | CD&V        |
|                                |                               | Willy Borsus (1962)            | Middenstand, Zelfstandigen, KMO's, Landbouw en Maatschappelijke Integratie                                                                  | 11 oktober 2014 - 28 juli 2017      | MR          |
|                                |                               | Jacqueline Galant (1974)       | Mobiliteit, belast met Belgocontrol en de NMBS                                                                                              | 11 oktober 2014 - 15 april 2016     | MR          |
|                                |                               | Daniel Bacquelaine (1952)      | Pensioenen | 11 oktober 2014 - 9 december 2018   | MR          |
|                                |                               | Maggie De Block (1962)         | Volksgezondheid en Sociale zaken | 9 december 2018 - 27 oktober 2019   | Open Vld    |
|                                |                               | Sophie Wilmès (1975)           | Begroting, belast met de Nationale Loterij                                                                                                  | 22 september 2015 - 9 december 2018 | MR          |
|                                |                               | François Bellot (1954)         | Mobiliteit, belast met Belgocontrol en de NMBS                                                                                              | 18 april 2016 - 9 december 2018     | MR          |
|                                |                               | Denis Ducarme (1973)           | Middenstand, Zelfstandigen, KMO's, Landbouw en Maatschappelijke Integratie                                                                  | 28 juli 2017 - 9 december 2018      | MR          |
|                                |                               | Sander Loones (1979)           | Defensie, belast met Ambtenarenzaken | 12 november 2018 - 9 december 2018  | N-VA        |
| Staatssecretarissen            |                               |                                | |                                     |             |
|                                |                               | Elke Sleurs (1968)             | Armoedebestrijding, Gelijke Kansen, Personen met beperking, Wetenschapsbeleid toegevoegd aan de minister van Financiën                      | 11 oktober 2014 - 20 februari 2017  | N-VA        |
| Bestrijding van fiscale fraude | 11 oktober 2014 - 21 mei 2015 | Elke Sleurs (1968)             | |                                     | N-VA        |
| Grootstedenbeleid              | 21 mei 2015 - 9 december 2018 | Elke Sleurs (1968)             | |                                     | N-VA        |
|                                |                               | Theo Francken (1978)           | Asiel en Migratie, belast met Administratieve Vereenvoudiging toegevoegd aan de minister van Veiligheid en Binnenlandse Zaken               | 11 oktober 2014 - 9 december 2018   | N-VA        |
|                                |                               | Bart Tommelein (1962)          | Bestrijding van de sociale fraude, Privacy en Noordzee toegevoegd aan de minister van Sociale Zaken en Volksgezondheid                      | 11 oktober 2014 - 2 mei 2016        | Open Vld    |
|                                |                               | Pieter De Crem (1962)          | Buitenlandse Handel toegevoegd aan de minister belast met Buitenlandse Handel                                                               | 11 oktober 2014 - 9 december 2018   | CD&V        |
|                                |                               | Philippe De Backer (1978)      | Bestrijding van de sociale fraude, Privacy en Noordzee toegevoegd aan de minister van Sociale Zaken en Volksgezondheid                      | 2 mei 2016 - 9 december 2018        | Open Vld    |
|                                |                               | Zuhal Demir (1980)             | Armoedebestrijding, Gelijke Kansen, Personen met beperking, Wetenschapsbeleid en Grootstedenbeleid toegevoegd aan de minister van Financiën | 24 februari 2017 - 9 december 2018  | N-VA        |

### Herschikkingen
- Op 21 mei 2015 kreeg Johan Van Overtveldt (N-VA) er de bevoegdheid van Bestrijding van de fiscale fraude bij. Die werd uit het pakket van staatssecretaris Elke Sleurs (N-VA) gehaald.[23] Elke Sleurs kreeg wel de bevoegdheid van Grootstedenbeleid van Jan Jambon.[23]
- Op 22 september 2015 verliet minister Hervé Jamar (MR) de regering om gouverneur van de provincie Luik te worden.[24] Jamar werd opgevolgd door Sophie Wilmès (MR), Kamerlid en schepen in Sint-Genesius-Rode.
- Op 15 april 2016 nam Jacqueline Galant (MR) ontslag als minister, nadat ze onder vuur kwam te liggen over haar beleid inzake de veiligheid in de Belgische luchthavens.[25] Op 17 april 2016 werd François Bellot (MR) benoemd tot haar opvolger.[26]
- Op 29 april 2016 raakte bekend dat staatssecretaris Bart Tommelein (Open Vld) minister zou worden in de Vlaamse regering-Bourgeois. Europees Parlementslid Philippe De Backer (Open Vld) werd aangeduid om Tommelein op te volgen.
- Op 20 februari 2017 nam Elke Sleurs (N-VA) ontslag als staatssecretaris om zich voltijds op het lijsttrekkerschap in Gent voor de gemeenteraadsverkiezingen van 2018 te concentreren.[27] Op 24 februari 2017 volgde Zuhal Demir haar op.
- Op 28 juli 2017 nam Willy Borsus (MR) ontslag als minister om minister-president van de Waalse Regering te worden. Dezelfde dag nog werd hij opgevolgd door Denis Ducarme.
- Op 12 november 2018 nam Steven Vandeput (N-VA) ontslag om zich voor te bereiden op het burgemeesterschap van Hasselt. Dezelfde dag nog werd hij opgevolgd door Sander Loones.
- Op 8 december 2018 stapte de N-VA uit de regering, wat leidde tot een doorstart met regering-Michel II. Jan Jambon, Zuhal Demir en Theo Francken blijven in de Kamer van volksvertegenwoordigers. Johan Van Overtveldt en Sander Loones hebben geen functie meer.[28]

## Centrale functies
Tijdens de onderhandelingen moesten er naast de ministerportefeuilles ook andere kernfuncties worden uitgedeeld. Het voorzitterschap van Kamer en Senaat werden tijdens de regeringsonderhandelingen tijdelijk waargenomen door respectievelijk Patrick Dewael van Open Vld en Sabine de Bethune van CD&V. Voor het Europees niveau werd beslist om Marianne Thyssen af te vaardigen als Europees Commissaris voor België.
|                 | Functie en bevoegdheden                                        | Naam | Naam                | Partij | Partij | Termijn                            |
| --------------- | -------------------------------------------------------------- | ---- | ------------------- | ------ | ------ | ---------------------------------- |
| Vlag van Europa | Europees commissaris Werk en Sociale Zaken (Commissie-Juncker) |      | Marianne Thyssen    |        | CD&V   | 1 november 2014 – 30 november 2019 |
| Vlag van België | Voorzitter Kamer van volksvertegenwoordigers                   |      | Siegfried Bracke    |        | N-VA   | 14 oktober 2014 - 26 mei 2019      |
| Vlag van België | Voorzitter Senaat                                              |      | Christine Defraigne |        | MR     | 14 oktober 2014 - 3 december 2018  |
| Vlag van België | Voorzitter Senaat                                              |      | Jacques Brotchi     |        | MR     | 14 december 2018 - 4 juli 2019     |